# Edwin Phiri
Edwin Phiri (17 settembre 1983) è un ex calciatore zambiano, di ruolo difensore.

## Carriera

### Club
Phiri giocò con la maglia dei Chiparamba Great Eagles, prima di trasferirsi in Svezia, all'Örgryte. Rimase in squadra per quattro campionati, accordandosi poi con il Ljungskile. Nel 2011, firmò per il Trollhättan. Esordì in squadra il 16 aprile 2011, nella sconfitta casalinga per 0-2 contro lo Sleipner.

### Nazionale
Nel 2004, giocò 2 partite per lo Zambia.